# Amyna punctum
Amyna punctum is een vlinder uit de familie van de Noctuidae (uilen). De wetenschappelijke naam is voor het eerst gepubliceerd in 1794 door Johan Christian Fabricius.

## Verspreiding
De soort komt verspreid voor in het Afrotropisch, het Oriëntaals en het Australaziatisch gebied.

## Waardplanten
De rups leeft op Triticum aestivum (Poaceae) en Croton sylvaticus (Euphorbiaceae).